# Kosova Hora
Kosova Hora (en allemand : Amschelberg) est une commune du district de Příbram, dans la région de Bohême-Centrale, en République tchèque. Sa population s'élevait à 1 364 habitants en 2020.

## Géographie
Kosova Hora se trouve à 3,4 km à l'est de Sedlčany, à 33,5 km à l'est de Příbram et à 48 km au sud-sud-est de Prague.
La commune est limitée par Prosenická Lhota au nord, par Štětkovice au nord-est, par Vojkov à l'est, par Heřmaničky, Sedlec-Prčice, Jesenice et Nedrahovice au sud, et par Sedlčany à l'ouest et au nord.

## Histoire
La première mention écrite de la localité date de 1290.

## Administration
La commune se compose de huit quartiers :
- Dobrohošť
- Dohnalova Lhota
- Janov
- Kosova Hora
- Lavičky
- Lovčice
- Přibýška
- Vysoká

## Transports
Par la route, Kosova Hora se trouve à 3,5 km de Sedlčany, à 36 km de Příbram et à 74 km de Prague.